# Liste der orbitalen Raketenstarts (2013)

## Startliste
Januar – Februar – März – April – Mai – Juni – Juli – August – September – Oktober – November – Dezember
| Datum (UTC)          | Raketentyp              | Startplatz      | Nutzlast | Art / Zweck | COSPAR-ID |
| Januar 2013          | Januar 2013             | Januar 2013     | Januar 2013 | Januar 2013 | Januar 2013 |
| -------------------- | ----------------------- | --------------- | --- | --- | --- |
| 15. Jan. 2013 16:25  | Rockot                  | Plessezk 133/3  | 3× Rodnik | Militärkommunikation | 01A, 01B, 01C |
| 27. Jan. 2013 04:40  | H-IIA 202               | TNSC Y1         | IGS Radar-4 Optical-5D | Aufklärung TE/Aufklärung | 02A 02B |
| 30. Jan. 2013 07:00  | KSLV (Naro)             | Naro            | STSat-2C | TE/Forschung | 03A |
| 31. Jan. 2013 01:48  | Atlas V 401             | CCAFS 41        | TDRS-K | Kommunikation | 04A |
| Februar 2013         |                         |                 | | | |
| 1. Feb. 2013 06:56   | Zenit-3SL               | Sea Launch      | Intelsat 27 | Kommunikation | Fehlschlag |
| 6. Feb. 2013 16:04   | Sojus-2/Fregat          | Baikonur 31/6   | 6× Globalstar | Kommunikation | 05B, 05C, 05D, 05A … |
| 7. Feb. 2013 21:36   | Ariane 5 ECA            | CSG A-3         | Amazonas 3 Azerspace/ Africasat-1a | Kommunikation | 06A 06B |
| 11. Feb. 2013 14:41  | Sojus-U                 | Baikonur 31/6   | Progress M-18M | ISS-Versorgung | 07A |
| 11. Feb. 2013 18:02  | Atlas V 401             | VAFB 3E         | Landsat 8 (LDCM) | Erdbeobachtung | 08A |
| 25. Feb. 2013 12:31  | PSLV-CA                 | SHAR 1          | Saral Sapphire NEOSSat UniBrite TUGsat 1 Strand 1 AAUSat3 | Erdbeobachtung Weltraumüberwachung Astronomie TE ◻ Hochschulprojekt ◻ | 09A 09C 09D 09G 09F 09E 09B |
| März 2013            |                         |                 | | | |
| 1. März 2013 15:10   | Falcon 9                | CCAFS 40        | Dragon CRS-2 | ISS-Versorgung | 10A |
| 19. März 2013 21:21  | Atlas V 401             | CCAFS 41        | SBIRS-GEO 2 | Frühwarnsystem | 11A |
| 26. März 2013 19:07  | Proton/Bris             | Baikonur 200/39 | Satmex 8 | Kommunikation | 12A |
| 28. März 2013 20:43  | Sojus-FG                | Baikonur 1/5    | Sojus TMA-08M | bemannte ISS-Mission | 13A |
| April 2013           |                         |                 | | | |
| 15. April 2013 18:36 | Proton/Bris             | Baikonur 200/39 | Anik G1 | Kommunikation | 14A |
| 19. April 2013 10:00 | Sojus-2                 | Baikonur 31/6   | Bion-M1 AIST 2 Dove-2 Beesat-2, -3 SOMP OSSI 1 | biologische Forschung Forschung Erdbeobachtung ◻ 2× TE ◻ Hochschulprojekt ◻ Kunstprojekt ◻ | 15A 15D 15C 15G, 15E 15F 15B |
| 21. April 2013 21:00 | Antares Erstflug        | MARS 0A         | Cygnus-Attrappe Dove-1 3× PhoneSat | (Testflug) TE/Erdbeobachtung ◻ TE ◻ | 16D 16B 16C, 16E, 016A |
| 24. April 2013 10:12 | Sojus-U                 | Baikonur 1/5    | Progress -19M2345 | ISS-Versorgung | 17A |
| 26. April 2013 04:13 | CZ-2D                   | Jiuquan S-2     | Gaofen 1 TurkSat-3USat NEE-01 Pegaso CubeBug-1 | Erdbeobachtung TE/Kommunikation ◻ TE ◻ TE/Forschung ◻ | 18A 18C 18B 18D |
| 26. April 2013 05:23 | Sojus-2/Fregat          | Plessezk 43/4   | Glonass-M | Navigation | 19A |
| Mai 2013             |                         |                 | | | |
| 1. Mai 2013 16:06    | CZ-3B/G2                | Xichang 2       | Chinasat 11 | Kommunikation | 20A |
| 7. Mai 2013 02:06    | Vega                    | CSG V           | Proba V VNREDSat 1a ESTCube-1 | TE/Erdbeobachtung Erdbeobachtung Hochschulprojekt ◻ | 21A 21B 21C |
| 14. Mai 2013 16:02   | Proton/Bris             | Baikonur 200/39 | Eutelsat 3D | Kommunikation | 22A |
| 15. Mai 2013 21:38   | Atlas V 401             | CCAFS 41        | GPS 2F-4 | Navigation | 23A |
| 25. Mai 2013 00:27   | Delta IV                | CCAFS 37B       | WGS-5 | Militärkommunikation | 24A |
| 28. Mai 2013 20:31   | Sojus-FG                | Baikonur 1/5    | Sojus TMA-09M | bemannte ISS-Mission | 25A |
| Juni 2013            |                         |                 | | | |
| 3. Juni 2013 09:18   | Proton/Bris             | Baikonur 200/39 | SES-6 | Kommunikation | 26A |
| 5. Juni 2013 21:52   | Ariane 5 ES             | CSG A-3         | ATV-4 „Albert Einstein“ | ISS-Versorgung | 27A |
| 7. Juni 2013 18:37   | Sojus-2                 | Plessezk 43/4   | Persona 2 | Aufklärung | 28A |
| 11. Juni 2013 09:38  | CZ-2F/G                 | Jiuquan S-1     | Shenzhou 10 | bemannte Mission zu Tiangong 1 | 29A |
| 25. Juni 2013 17:28  | Sojus-2/Fregat          | Baikonur 31/6   | Resurs-P 1 | Erdbeobachtung | 30A |
| 25. Juni 2013 19:27  | Sojus-ST/Fregat         | CSG S           | 4× O3b | Kommunikation | 31D, 31C, 31B, 31A |
| 27. Juni 2013 16:53  | Strela                  | Baikonur 175/59 | Kondor | Radar-Aufklärung | 32A |
| 28. Juni 2013 02:27  | Pegasus-XL              | VAFB            | IRIS | Sonnenforschung | 33A |
| Juli 2013            |                         |                 | | | |
| 1. Juli 2013 18:11   | PSLV-XL                 | SHAR 1          | IRNSS-1 | Navigation | 34A |
| 2. Juli 2013 02:38   | Proton/Blk.D            | Baikonur 81/24  | 3× Glonass-M | Navigation | Fehlschlag |
| 15. Juli 2013 09:27  | CZ-2C                   | Jiuquan S-2     | Shijian 11-05 | ? | 35A |
| 19. Juli 2013 13:00  | Atlas V 551             | CCAFS 41        | MUOS-2 | Militärkommunikation (U.S. Navy) | 36A |
| 19. Juli 2013 23:37  | CZ-4C                   | Taiyuan 9       | Chuangxin 3 Shiyan-7 Shijian-15 | Kommunikation Technologieerprobung | 37B oder 37C 37A oder 37B 37C oder 37A                                                                                               |
| 25. Juli 2013 19:54  | Ariane 5 ECA            | CSG A-3         | Alphasat INSAT-3D | Kommunikation Wettersatellit | 38A 38B |
| 27. Juli 2013 20:45  | Sojus-U                 | Baikonur 31/6   | Progress M-20M | ISS-Versorgung | 39A |
| August 2013          |                         |                 | | | |
| 3. Aug. 2013 19:48   | H-IIB                   | TNSC Y2         | HTV 4 ArduSat 1 ArduSat X TechEdSat 3p Pico Dragon | ISS-Versorgung TE/Amateurfunk ◻ TE ◻ TE/Amateurfunk ◻ | 40A 1998-067DA 1998-067DC 1998-067DD 1998-067DB                                                                                      |
| 8. Aug. 2013 00:29   | Delta IV                | CCAFS 37B       | WGS-6 | Militärkommunikation | 41A |
| 22. Aug. 2013 14:39  | Dnepr                   | Jasny 370/13    | Kompsat-5 | Erdbeobachtung | 42A |
| 28. Aug. 2013 18:03  | Delta IV Heavy          | VAFB 6          | USA 245 (NROL-65) | militärischer Satellit | 43A |
| 29. Aug. 2013 20:30  | Ariane 5 ECA            | CSG A-3         | Eutelsat 25B GSAT-7 | Kommunikation | 44A 44B |
| 31. Aug. 2013 20:05  | Zenit-3SLB              | Baikonur 45/1   | AMOS-4 | Kommunikation | 45A |
| September 2013       |                         |                 | | | |
| 1. Sep. 2013 19:16   | CZ-4C                   | Jiuquan S-2     | 3× Yaogan-17 | Erdbeobachtung | 46A, 46B, 46C |
| 7. Sep. 2013 03:27   | Minotaur V Erstflug     | MARS 0B         | LADEE | Mondsonde | 47A |
| 11. Sep. 2013 23:23  | Rockot                  | Plessezk 133/3  | 3× Gonets-M | Militärkommunikation | 48A, 48B, 48C |
| 14. Sep. 2013 05:00  | Epsilon Erstflug        | USC             | Hisaki | Weltraumteleskop | 49A |
| 18. Sep. 2013 08:10  | Atlas V 531             | CCAFS 41        | AEHF-3 | Militärkommunikation | 50A |
| 18. Sep. 2013 14:58  | Antares                 | MARS 0A         | Cygnus Orb-D1 | ISS-Versorgung | 51A |
| 23. Sep. 2013 03:07  | CZ-4C                   | Taiyuan 9       | Fengyun 3C | Wettersatellit | 52A |
| 25. Sep. 2013 04:37  | Kuaizhou-1 Erstflug     | Jiuquan S-E1    | Kuaizhou-1 | Erdbeobachtung | 53A |
| 25. Sep. 2013 20:58  | Sojus-FG                | Baikonur 1/5    | Sojus TMA-10M | bemannte ISS-Mission | 54A |
| 29. Sep. 2013 16:00  | Falcon 9                | VAFB 4E         | Cassiope 2× CUsat Dande 3× PopACS | Forschung/Komm. Technologieerprobung Forschung Forschung ◻ | 55A 55B, 55G 55C 55D, 55E, 55F |
| 29. Sep. 2013 21:38  | Proton/Bris             | Baikonur 200/39 | Astra 2E | Kommunikation | 56A |
| Oktober 2013         |                         |                 | | | |
| 25. Okt. 2013 03:50  | CZ-4B                   | Jiuquan S-2     | Shijian-16 | TE/Forschung | 57A |
| 25. Okt. 2013 18:08  | Proton/Bris             | Baikonur 200/39 | Sirius FM-6 | Rundfunksatellit | 58A |
| 29. Okt. 2019 02:50  | CZ-2C                   | Taiyuan 9       | Yaogan-18 | Aufklärung | 59A |
| November 2013        |                         |                 | | | |
| 5. Nov. 2013 09:08   | PSLV-XL                 | SHAR 1          | Mars Orbiter (Mangalyaan-1) | Marssonde | 60A |
| 7. Nov. 2013 04:14   | Sojus-FG                | Baikonur 1/5    | Sojus TMA-11M | bemannte ISS-Mission | 61A |
| 11. Nov. 2013 23:46  | Proton/Bris             | Baikonur 81/24  | Raduga 1M | Kommunikation | 62A |
| 18. Nov. 2013 18:28  | Atlas V 401             | CCAFS 41        | Maven | Marssonde | 63A |
| 20. Nov. 2013 01:15  | Minotaur I              | MARS 0B         | ORS-3 STPSat 3 Elana IV • Cape 2 8× Prometheus 8 weitere | militärische TE 11 Hochschulprojekte ◻ • Amateurfunk ◻ TE ◻ Cubesats ◻ | 64AF 64A 64Z, 64R, 64D, 64E … 64C 64AC, 64M, 64AE … 64G, 64H, 64S, 64T …                                                             |
| 20. Nov. 2013 03:31  | CZ-4C                   | Taiyuan 9       | Yaogan-19 | Erdbeobachtung | 65A |
| 21. Nov. 2013 07:10  | Dnepr                   | Jasny 370/13    | DubaiSat 2 STSat-3 SkySat-1 AprizeSat 7, 8 WNISat 1 Cinema UniSat 5 mit: $50SAT Breakersat 1 QubeScout S1 Wren Dove 4 PUCP-Sat 1 Pocket-PUCP HumSat-D iCube-1 Dove 3 Lem (BRITE-PL) ZACube-1 CubeBug-2 UWE-3 First-MOVE FUNcube-1 Delfi-Next Triton 1 Optos GOMX-1 NEE 02 Krysaor Velox P2 HiNCube | Erdbeobachtung TE/Forschung Kommunikation 2× Kommunikation Wettersatellit 2× Forschung TE/Forschung TE ▫ Hochschulprojekt ▫ TE ▫ Erdbeobachtung ◻ TE/Forschung ◻ TE ◻ TE/Kommunikation ◻ Hochschulprojekt ◻ Erdbeobachtung ◻ Astronomie ◻ TE/Ausbildung ◻ TE/Amateurfunk ◻ TE ◻ Hochschulprojekt ◻ Amateurfunk ◻ TE ◻ TE ◻ ADS-B, Amateurfunk ◻ TE ◻ Hochschulprojekt ◻ | 66D 66G 66C 66A, 66K 66H 66J, 66L 66F 66W 66X 66AD 66V 66U 66AC 66T 66S 66P 66R 66B 66AA 66AG 66Z 66AE 66N 66M 66E 66Q 66AB 66Y 66AF |
| 22. Nov. 2013 12:02  | Rockot                  | Plessezk 133/3  | 3× Swarm | Forschung | 67B, 67A, 67C |
| 25. Nov. 2013 02:12  | CZ-2D                   | Jiuquan S-2     | Shiyan-5 | TE/Erdbeobachtung | 68A |
| 25. Nov. 2013 20:53  | Sojus-U                 | Baikonur 31/6   | Progress M-21M | ISS-Versorgung | 69A |
| Dezember 2013        |                         |                 | | | |
| 1. Dez. 2013 17:30   | CZ-3B/G2                | Xichang 2       | Chang’e-3 | Mondlander und -rover | 70A |
| 3. Dez. 2013 22:41   | Falcon 9                | CCAFS 40        | SES-8 | Kommunikation | 71A |
| 6. Dez. 2013 07:14   | Atlas V 501             | VAFB 3E         | USA 247 (NROL-39) Elana II TacSat-6 7 weitere | militärischer Satellit 4 Hochschulprojekte ◻ TE/Kommunikation ◻ Cubesats ◻ | 72A 72B, 72C, 72K, 72J … 72M 72F, 72N, 72L, 72G …                                                                                    |
| 8. Dez. 2013 12:12   | Proton/Bris             | Baikonur 200/39 | Inmarsat 5 F1 | Kommunikation | 73A |
| 9. Dez. 2013 03:26   | CZ-4B                   | Taiyuan 9       | CBERS-3 | Erdbeobachtung | Fehlschlag |
| 19. Dez. 2013 09:12  | Sojus-ST/Fregat         | CSG S           | Gaia | Weltraumteleskop | 74A |
| 20. Dez. 2013 16:42  | CZ-3B/G2                | Xichang 2       | Tupac Katari | Kommunikation | 75A |
| 25. Dez. 2013 00:31  | Rockot                  | Plessezk 133/3  | 3× Rodnik Kosmos 2491 | Militärkommunikation | 76A, 76B, 76C 76E |
| 26. Dez. 2013 10:50  | Proton/Bris             | Baikonur 81/24  | Express AM5 | Kommunikation | 77A |
| 28. Dez. 2013 12:30  | Sojus-2w/Wolga Erstflug | Plessezk 43/4   | AIST 1 2× SKRL-756 | TE/Forschung Radarreflektoren | 78C 78A, 78B |

Art / Zweck: Die Symbole ◻ und ▫ kennzeichnen Cubesats bzw. PocketQubes; „TE“ steht für „Technologieerprobung“, also das Testen neuer Satellitentechnik. Siehe Satellitentypen für weitere Erläuterungen.

## Fehlschläge
1. ↑  Bereits kurz vor dem Start fiel eine Hydraulikpumpe aus. Dadurch funktionierte die Schubvektorsteuerung des RD-171-Erststufentriebwerks nicht und die Rakete kam vom Kurs ab. 20 Sekunden nach dem Start schaltete ein Sicherheitsmechanismus das Triebwerk aus; die Rakete fiel danach ins Meer. (Bericht im Russian Space Web)
2. ↑  Das Modul mit den Drehratensensoren der Proton-Erststufe war falsch herum eingebaut worden, mit der Oberseite nach unten. Dadurch geriet die Rakete bereits Sekunden nach dem Start ins Trudeln, zerbrach in der Luft und fiel brennend zu Boden. (Bericht im Russian Space Web)
3. ↑  Die CZ-4 erreichte keine Orbitalgeschwindigkeit, anscheinend weil ihre dritte Stufe sich zu früh abschaltete (lt. Nasaspaceflight.com, Dezember 2013).

## Weitere Anmerkungen
1. 1 2 3  Laut Celestrak-Katalog; im Space-Track-Katalog ist dieses Objekt nicht identifiziert.
2. 1 2 3  Laut NSSDCA-Katalog; im Space-Track-Katalog ist dieses Objekt nicht identifiziert.
3. ↑  Diese Kleinsatelliten wurden zur ISS gebracht und von dort ins All ausgesetzt. Ihre Cospar-IDs sind von der Kennung der ISS (1998-067A) abgeleitet. In Datenbanken wie dem NSSDC-Katalog sind diese Satelliten unter Umständen nicht erfasst.
4. ↑  Der zweite Satellit ist fest an der oberen Raketenstufe montiert.
5. ↑  Das ORS-3-Experiment bestand aus zusätzlichen Systemen, die in der oberen Stufe der Minotaur-Rakete eingebaut waren.
6. ↑  Dieser Satellit war eine Subnutzlast von PUCP-Sat und sollte von diesem nach dem Start ausgesetzt werden, was anscheinend nicht funktionierte: Pocket-PUCP wurde von den Weltraumüberwachungssystemen nicht entdeckt.